# Arma parlante

Lo stemma parlante della famiglia Colonna

Un'arma parlante o stemma parlante, in araldica, è uno stemma che contiene delle figure che, per il loro nome o per la loro immagine, richiamano più o meno direttamente il nome o la funzione del possessore del blasone, sia esso di tipo familiare o cittadino.
Il termine è molto antico. Come scrive il conte Amédée de Foras: «Se conoscessimo tutti i vecchi termini dialettali francesi e stranieri, tutti i nomi o i soprannomi di famiglia caduti in disuso, vedremmo che gli stemmi parlanti sono estremamente frequenti.» 
Degli esempi: testa di moro per Saraceno degli Onesti; una scala per la famiglia Della Scala; delle pere per i Peruzzi, un frigé (bagolaro in lingua lombarda) per i Frigerio, delle api (in lingua greca μέλισσες, mélisses) per la linea russa della famiglia di origine greca Melissino, una fontana a tripla vasca con sotto, scritto in una tenia, ad fontes aquarum, per il vescovo Pasquale Bacile.
In numismatica si usa l'espressione tipo parlante, con significato simile.

## Esempi
Se una ipotetica famiglia si chiama Gatto o altri termini affini tipo Felino, o anche termini derivati come Gattinelli, Gattini, Gattoni, Gattelli, è possibile che la suddetta famiglia usi uno stemma (o un cimiero) raffigurante un gatto.

## Tipologia

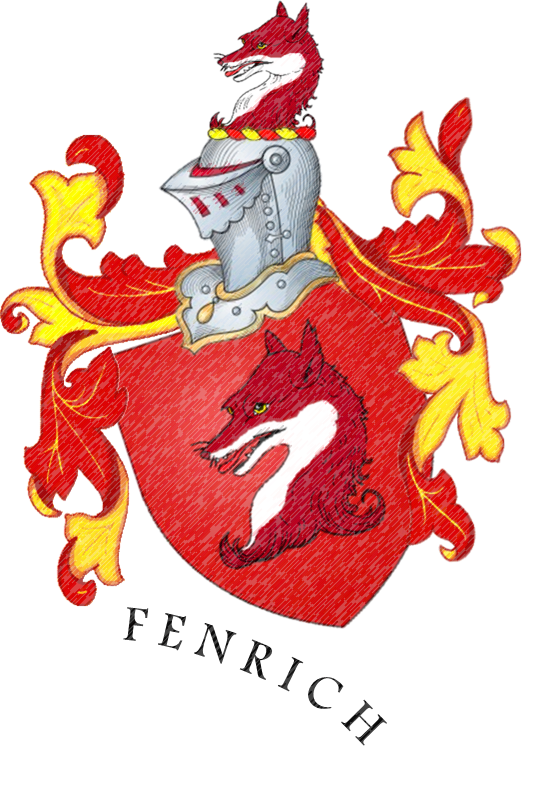
Testa di una volpe (stemma Chrone-Fenrich)

Il richiamo al nome può avvenire in vari modi:
- direttamente: un gallo (coq in francese) per il cognome Lecoq; dei bicchieri per il cognome Bicchieri; dei vitelli per il cognome Vitelleschi; un frigé ("bagolaro" in lingua lombarda) per il cognome Frigerio[8]; un barbo (bar in francese) e un giglio (quindi un fiore, fleur in francese) per la città francese di Barfleur; una casa con due torri per Casellina e Torri (oggi Scandicci), delle api (in lingua greca melisses) per la linea russa della famiglia di origine greca Melissino.
- per omonimia: una melagrana (granada in spagnolo) per la città di Granada in Spagna;
- per approssimazione: un calice per la Galizia; un colubro (coluber in latino) per Colbert;
- per rappresentazione corrispondente all'etimologia: un artiglio che tiene una lancia per Shakespeare ("scuoti-lancia"); un bue con i piedi nell'acqua per Oxford ("guado del bue"); una testa di moro soffiante per il cognome Boffa[9];
- mediante rebus: una torre e un pino per La Tour-du-Pin;
- per grado superiore: un cinghiale (più di valore…) per il cognome Cochon ("maiale").

Nella terminologia araldica inglese si è mantenuto il termine canting arms derivato dalla lingua latina cantare.

## Galleria d'immagini

Dolfin, tre delfini.
Nello stemma dei Pignatelli vi sono tre pignatte
Della Rovere, albero di rovere (Quercus petraea)
Casellina e Torri (oggi Scandicci)
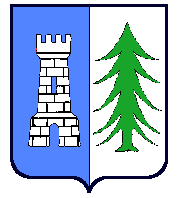
Stemma di La Tour-du-Pin (letteralmente: "La Torre del Pino")
Un barbo e un fiore nello stemma di Barfleur
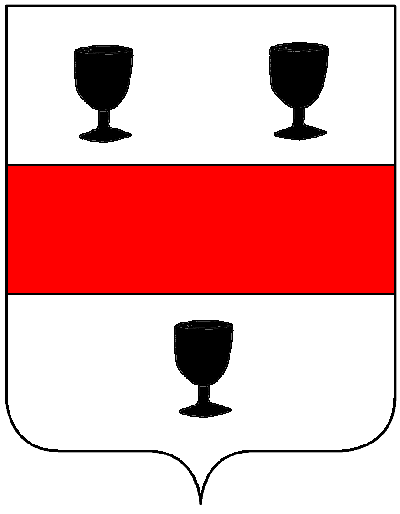
Bicchieri
Un bue (in inglese Ox) che attraversa un guado (Ford) nello stemma di Oxford.
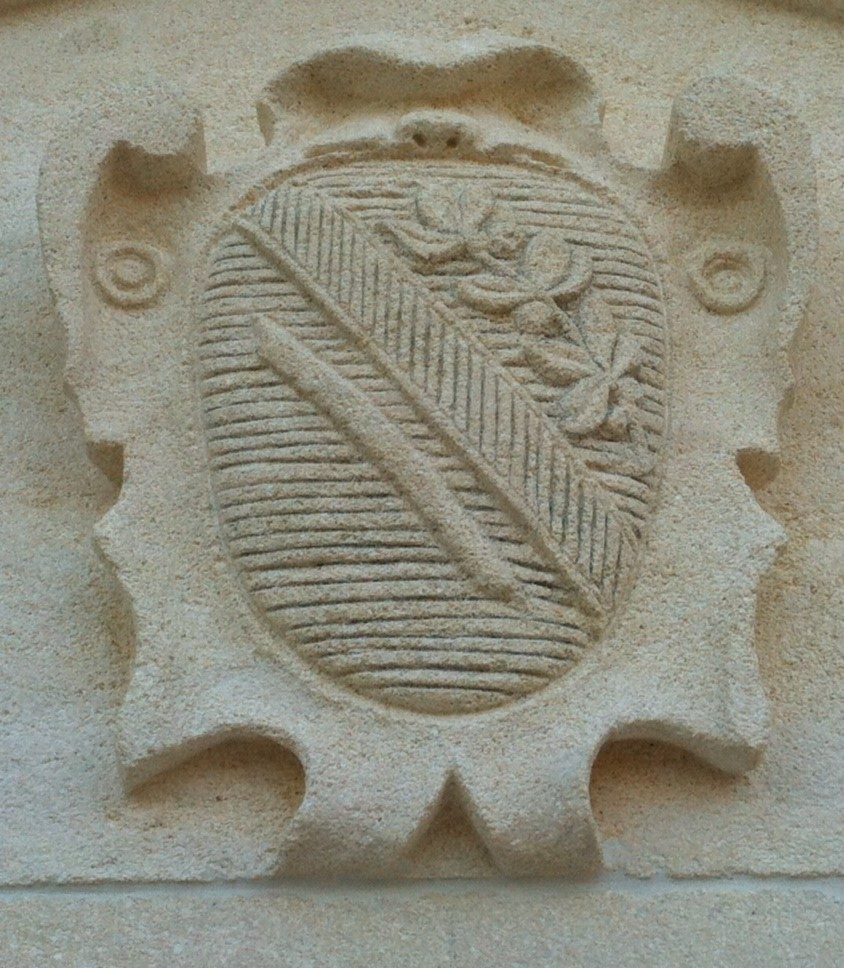
Un cicerello (Ciciarelli de Cicerello)
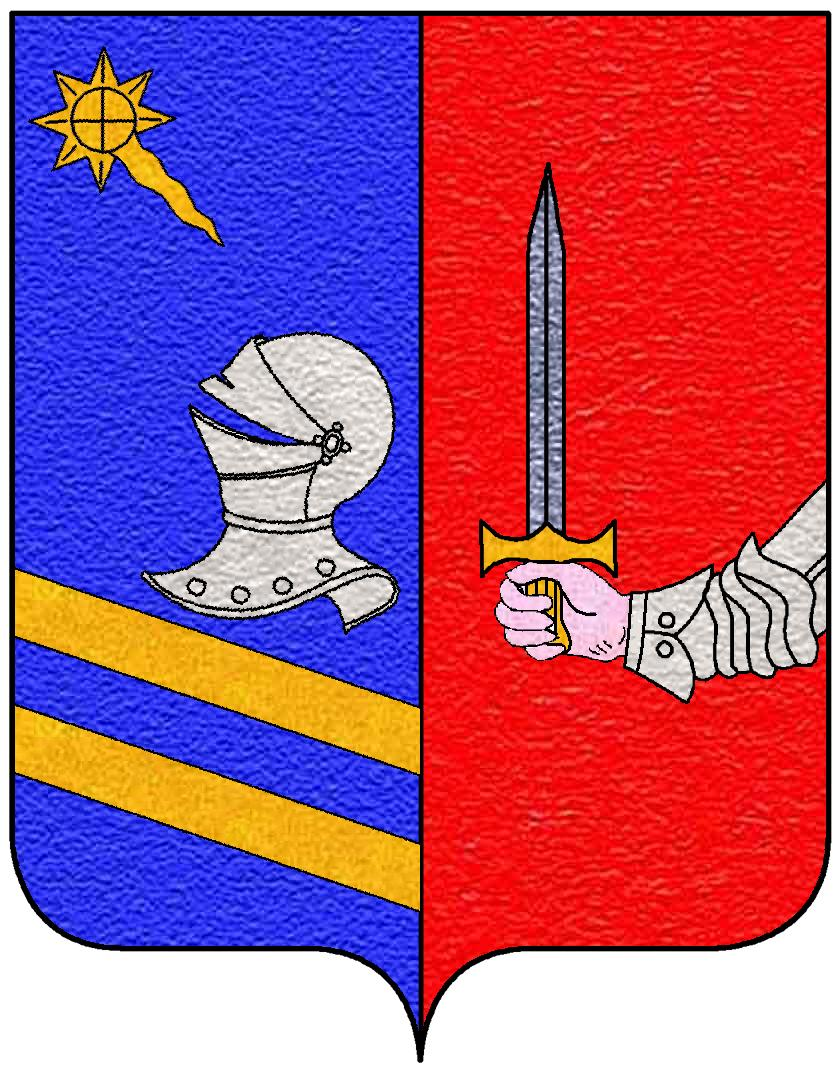
Capocelli
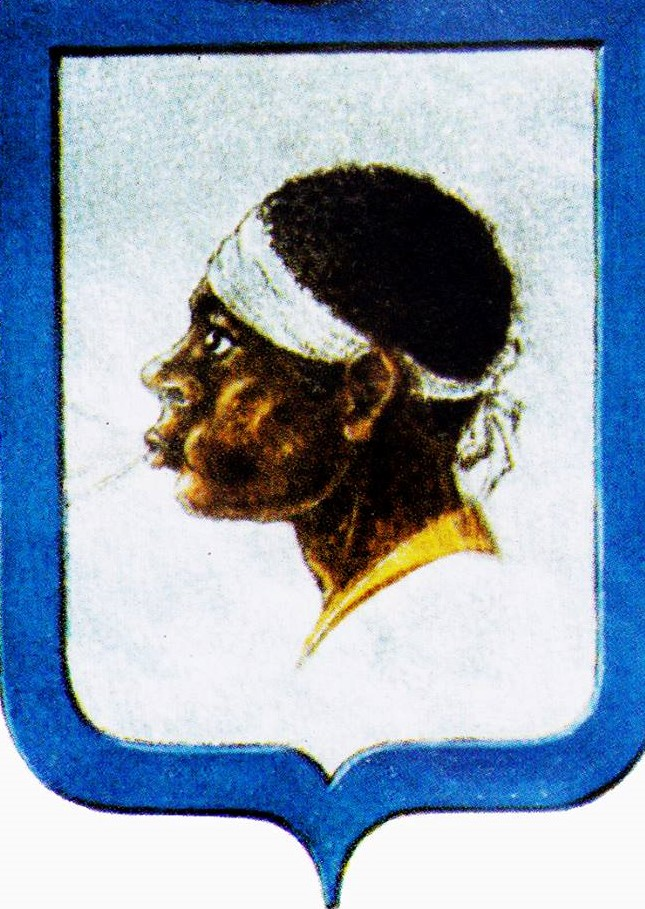
Boffa
Stemma di uno dei rami della famiglia Manzo
Lo stemma di Quattro Castella è un'arma parlante, poiché raffigura 4 castelli su 4 colli
Nello stemma dei Grillo vi è un grillo
Un gonfalone (drappo di stoffa) per la famiglia Confalonieri
Lo stemma della famiglia Canossa raffigura un cane con un osso in bocca
Lo stemma di Montegranaro raffigura un monte e delle spighe di grano
Nello stemma di Potenza Picena l'arma parlante è difficile da identificare a prima vista, ma dato che in precedenza il comune era chiamato Montesanto, il collegamento avviene tramite la croce sui 5 monti
Stemma parlante della linea russa della famiglia di origine greca Melissino, con sei api (in lingua greca μέλισσες mélisses).